# Shen Buhai
Shen Buhai (申不害S; 385 a.C. – 337 a.C.) è stato un medico cinese e ministro del duca Zhao nello stato di Han.

## Biografia
Shen Buhai nacque intorno al 400 a.C. a Jing, nello stato di Zheng (attuale Henan). Dopo la conquista di questo principato da parte del vicino Han nel 375 a.C. DC, Shen Buhai diventa il primo ministro del marchese Zhao di Han, carica che mantenne fino alla sua morte.
Secondo la sua biografia lasciata dallo storico Sima Qian, Shen Buhai ha lasciato un'opera che ripercorre il suo pensiero politico, lo Shenzi (申子), che appare nei successivi cataloghi imperiali e sembra essere andato perduto dopo il tempo della dinastia Song, ed è stato oggetto di numerosi tentativi di ricostruzione da frammenti.
Shen Buhai è conosciuto come il promotore delle "tecniche (amministrativo)" Shu (術) come principale metodo di governo. I dipendenti pubblici dovrebbero essere scelti rigorosamente sulla base delle loro capacità (talento, prestazioni ed esperienza), tutti trattati allo stesso modo e valutati regolarmente. Questo sistema, adottato da altri giuristi come Han Fei Zi, è anche chiamato xingming (刑名). Un'altra idea importante di Shen Buhai sarebbe stata il fatto che il sovrano avrebbe dovuto governare con "non agire" (wuwei 無為).